# Tyrfing

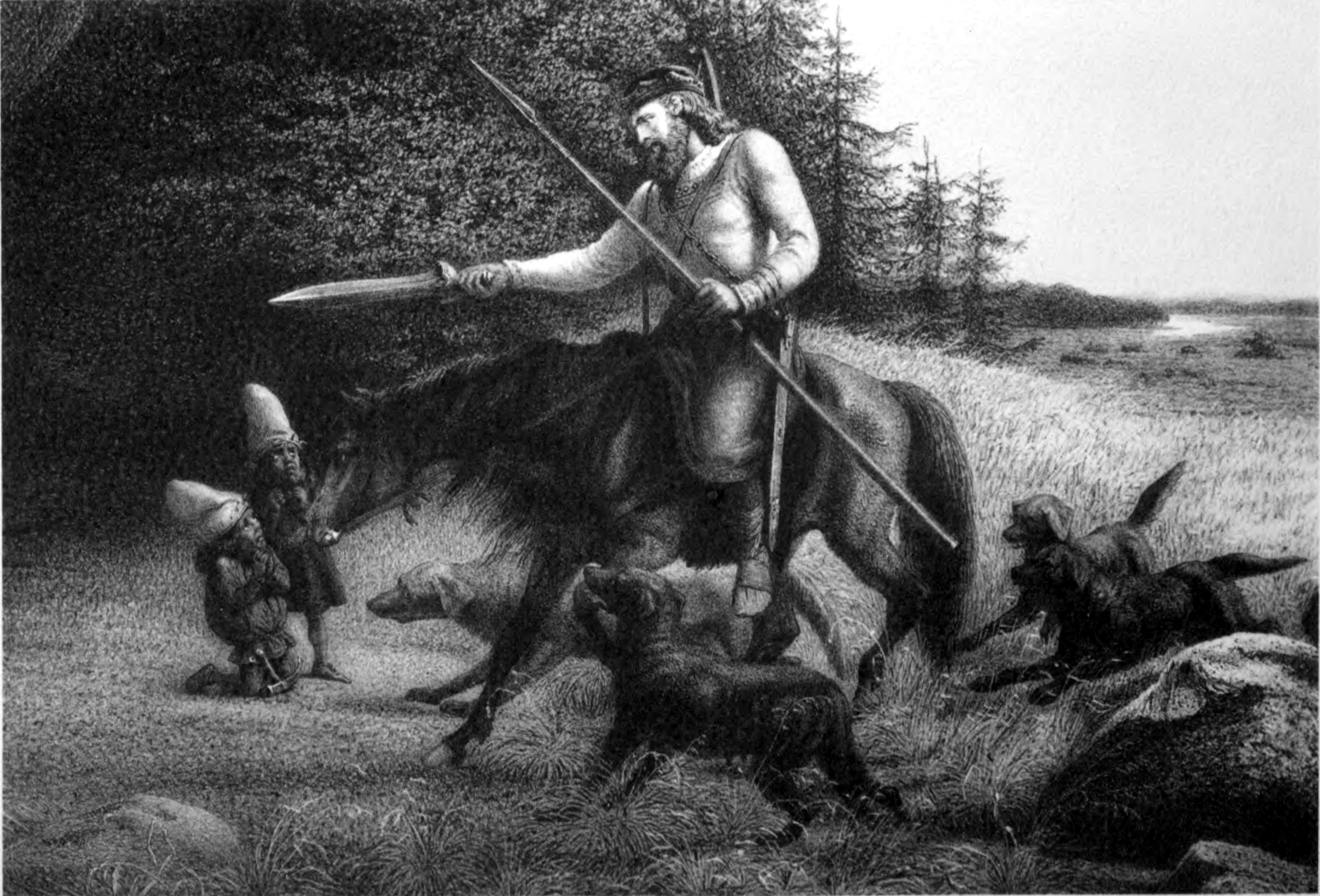
Svafrlami met het zwaard Tyrfing

Tyrfing was een magisch zwaard dat wordt vermeld in een gedicht in de Hervarar saga. De naam wordt ook gebruikt om de Goten aan te duiden, en de naam Tervingi werd in de 4e eeuw gebruikt door de Romeinen.

Svafrlami, kleinzoon van Odin, was koning van Gardariki. Hij slaagde erin om de dwergen Dvalin en Durin gevangen te nemen toen ze hun rots verlaten hadden waar ze woonden. Hij dwong hen om een zwaard te smeden met een gouden gevest dat nooit zijn doel zou missen, dat nooit zou roesten en dat even gemakkelijk door steen en ijzer sneed als door kleren.
De dwergen maakten dit zwaard, en het fonkelde en schitterde als vuur. Uit wraak vervloekten ze het zwaard echter, zodat iedere keer het getrokken werd iemand erdoor moest sterven. Het zou ook de oorzaak zijn van drie grote kwaden. De vloek kwam er ook op neer dat het zwaard de oorzaak zou zijn van de dood van Svafrlami zelf.
Toen Svafrlami van de vloek te horen kreeg probeerde hij Dvalin te doden, maar de dwerg verdween in het gesteente, en het zwaard werd diep in de stenen gedreven, zijn doelwit missend.
Svafrlami werd gedood door de berserker Arngrim, die het zwaard van hem afnam. Na Arngrim werd het zwaard gedragen door zijn zonen Angantyr en zijn elf broers. Ze werden allemaal gedood bij Samsø door de Zweedse kampioen Hjalmar en zijn Noorse gezworen broeder Orvar-Odd. Hjalmar echter werd gewond door Tyrfing heeft voor hij sterft enkel nog de tijd om zijn dodenzang te zingen en om Orvar-Odd te vragen zijn lichaam naar Ingeborg in Uppsala te brengen.
De dochter van Angantyr en zijn vrouw Tofa, Hervor, groeide op als lijfeigene, zonder dat ze iets van haar afkomst kent. Als ze haar afkomst echter wel te weten komt bewapent ze zich als schildmaagd en gaat ze naar Munarvoe in Samsø op zoek naar het vervloekte dwergenzwaard. Uiteindelijk vindt ze het en na vele krijgstochten is ze het krijgsmansleven moe en trouwt ze met Hofund. Ze krijgen twee zonen: Heidrek en Angantyr. In een ruzie dood Heidrek zijn broer Angantyr met een steen. Zijn vader Hofund wijst hem het land uit maar Hervor geeft heimelijk het zwaard Tyrfing aan haar zoon.
Heidrek werd koning van de Goten door het te veroveren van koning Harald. Met zijn dochter Helga kreeg hij een zoon die hij naar zijn grootvader noemde: Angantyr. Hij kreeg ook nog een zoon met Sifka, de dochter van de Hunnenkoning Humli: Hlöd en nog een dochter met Hergerd, de dochter van koning Hrollaug: Hervör.
Tijdens een reis kampeerde Heidrek bij de Karpaten. Hij werd vergezeld door negen knechten. Terwijl Heidrek slaapt breken de knechten echter binnen in zijn tent, namen Tyrfing en doden Heidrek. Dit was de laatste van de drie kwade daden van Tyrfing. De zoon van Heidrek, Angantyr ving de slaven, doodde hen, nam het zwaard en de vloek werd opgeheven.
Angantyr werd de volgende koning van de Goten, maar zijn onwettige half- hunse broer Hlod (Hlöd, Hlöðr) vroeg om de helft van het koninkrijk. Angantyr weigerde en Gizur verweet Hlod een bastaard te zijn en zijn moeder een slaaf. Hlod en 343 200 bereden Hunnen vielen het koninkrijk binnen. De Hunnen zijn veel talrijker dan de Goten, maar de Goten winnen doordat Angantyr Tyrfing gebruikt om zijn broer Hlod te doden. De enorme hoeveelheid lijken verstoppen de rivieren waardoor er een vloed ontstaat die de valleien vulde met lijken van zowel mensen als van paarden.